# HR Dubrovnik
HR Dubrovnik je hrvatska radio stanica sa sedištem u Dubrovniku i deo je HRT-a.

## Istorijat
Radio Dubrovnik je nakon Radio Zagreba je najstarija je stanica u Hrvatskoj osnovana je 1942. godine, u vreme kada su italijani držali Dubrovnik. Sve je započela daleke 1942. godine grupa dubrovačkih radio amatera. Radio je imao kratki prekid u emitovanju od oko godinu dana, ali je 18. 11. 1944. godine emitiranje nastavljeno, od kada Radio Stanica Dubrovnik, a od 1991. godine Hrvatski Radio – Radiopostaja Dubrovnik, u kontinuitetu prati život i životne potrebe lokalnog stanovništva.
Od tada pa sve do danas, Radio Dubrovnik emitira iz Vile Dubravka koju je sagradio brodovlasnik Federiko Glavić 1902. godine. Od 11. januar 1944. godine, spikeri su početak emitovanja započinjali rečima. "Ovdje Hrvatski krugoval – odašiljač Dubrovnik". Nakon ulaska partizana, tog istog dana u 19,00 sati, oglasio se Radio Dubrovnik i tako postao prva radio postaja koja je emitirala program na tada oslobođenom prostoru Jugoslavije. Za vreme rata u Hrvatskoj 1991. program je emitovan sa skrivene lokacije.

## Danas
Radio Dubrovnik danas emituje program sa 10 odašiljača od kojih je najjači onaj na Srđu koji emituje program na frekvenciji od 105.0 mhz. Radio se dosta dobro čuje u susednoj Bosni i Hercegovini, skoro celom crnogorskom primorju a preko mora i u Italiji.
Radio takodje i koristi i moderne tehnologije kao što je RDS (sitem prenosa digitalnih podataka kroz mrežu ultra-kratkih talasa, naziv stanice i program koji se trenutno emituje) u sklopu kojeg je i radio tekst (RADIO TEXT) gde idu podaci o stanici sa brojem telefona, kao i informacija o tačnom vremenu CT (clock time).
Program se bazira uglavnom na emisijama informativnog karaktera kao i domaćoj i stranoj muzici.

## Frekvencije RadioDubrovnika
- 88.2 Kuna Pelješka/Rota
- 89.5 Gruda/Sveti Ilija
- 97.2 Korčula/Blato-Osridak
- 101.1 Korčula/Vela Luka-Zli stup
- 103.7 Slano/Bijelo brdo
- 103.8 Korčula/Forteca
- 105 Dubrovnik/Srđ
- 106.2 Ston/Kosor
- 106.2 Lastovo/Hum
- 106.5 Lopud/Sv. Katarina

## Spoljašnje veze
- Zvanični veb-sajt HRT-a
- Homepage Архивирано на веб-сајту  (20. март 2017)
- Radio uživo Архивирано на веб-сајту  (7. фебруар 2015)